# Фернер, Йохан Мартин
Йохан Мартин Фернер (норв. Johan Martin Ferner, 22 июля 1927, Осло, Норвегия — 24 января 2015, там же) — норвежский яхтсмен, серебряный призёр летних Олимпийских игр в Хельсинки (1952).

## Биография
Родился в семье портного Якобсена Фернера (1885—1964) и Рагнхильды Олсен (1889—1966). В 1947 г. окончил среднюю школу. В 1949—1950 гг. изучал экономику в Лондонском политехническом институте, в 1950—1951 гг. — в Брэдфордском техническом колледжа и в 1951—1952 гг. — в Лионском университете. Затем работал в знаменитом лондонском универмаге Harrods. С 1964 г. вместе с братом Финном возглавил, основанное в 1916 г. семейное дело «Фермер Якобсен».
На летних Олимпийских играх в Хельсинки (1952) на яхте «Елизавета Х» стал серебряным призёром в соревнованиях класса килевых яхт 6 mR.
Был женат вторым браком на норвежской принцессе Астрид и, таким образом, был зятем норвежского короля Харальда V.

## Награды и звания
Являлся командором Ордена Святого Олафа (2011) и рыцарем Большого креста французского ордена «За заслуги» (2011)